# 湘南海岸

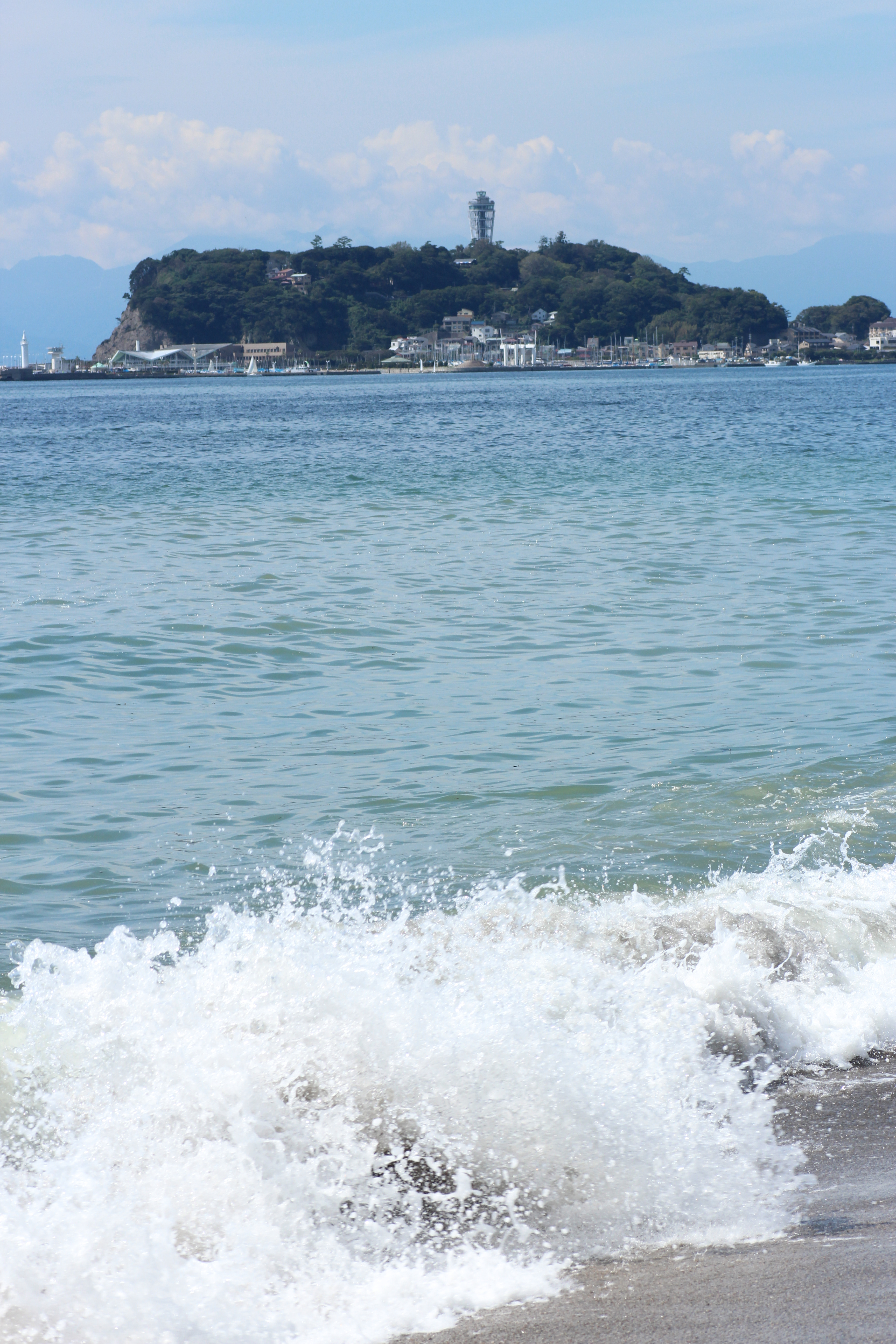
湘南海岸と江の島（藤沢市）

湘南海岸（しょうなんかいがん）は、神奈川県の湘南地域に位置する海岸である。
古くから日本を代表する海水浴場が開け、サーフィンなどのマリンスポーツの好ポイントとして全国的に有名である。江の島（藤沢市）など四季を通じてデートスポットとしての賑わいも見せる。なお、湘南海岸に沿って国道134号が通っている。

## 景観
神奈川県東部の海岸は江の島を境に東西で景観が大きく異なっており、どちらの地域を訪れるかにより印象が大きく異なる。
江の島より東側（三浦半島側）は、山が海岸付近まで迫っているため砂浜が狭く、稲村ヶ崎や小動岬といった岩礁も目立つ。海岸沿いには国道134号や江ノ島電鉄線が延びている。
それに対し江の島より西側（湘南海岸側）では、山が海岸付近まで迫っていないため、広い砂浜が相模湾沿いに湾曲しながら長距離にわたり続いている。海岸沿いには防風林としてクロマツの松林が設置されている。海岸沿いを走る国道134号は防風林の陸側を走るため、海岸からほとんど見えない（同様に、国道134号からも海岸はほとんど見えない）。なお、海を眺める道としては砂浜沿いに
湘南海岸・砂浜のみちが藤沢市湘南海岸公園から茅ヶ崎市柳島海岸迄通じており、サイクリング・ジョギング・散歩をする住民が多い。サザンビーチちがさきでは沖合の姥島（烏帽子岩）が変化を与える。
どちらの地域でも西側を望むと、海岸と共に富士山を中心に、左に箱根・伊豆、右に丹沢の山々が見える場所が多く、この景観を題材とした写真や絵画もよく制作されている。

## 名数指定
- 1987年 湘南海岸 新日本観地光百選 読売新聞
- 1987年 湘南海岸 日本の白砂青松100選 日本の松の緑を守る会
- 1989年 湘南海岸のマツ林 かながわの美林50選 神奈川県環境農政部森林課

## 湘南海岸を舞台とした作品
- 文芸
  - 『潮風』：里見弴
  - 『蜃気楼――或は「続海のほとり」――』：芥川龍之介　
  - 『海は大きかった』『海辺の人間』：阿部昭　
  - 『湘南―海光る窓』：城山三郎
  - 『湘南海岸殺人事件』：斎藤栄
- 音楽
  - 『真白き富士の根（七里ヶ浜の哀歌）』三角錫子：詩、ジェレマイア・インガルス：曲
  - 『浜辺の歌』林古渓：詩、成田為三：曲
  - 『湘南ひき潮』：加山雄三
  - 『London-Paris-New York-湘南』：ブレッド&バター
  - 『湘南SEPTEMBER』『Bye Bye My Love（U are the one）』：サザンオールスターズ
  - 『湘南My Love』：TUBE　
  - 『湘南の男たち』：アン・ルイス
  - 『湘南海岸通り』：岡田奈々
  - 『湘南　夏』：かぐや姫
  - 『鵠沼サーフ』『江ノ島エスカー』『腰越クライベイビー』『七里ヶ浜スカイウォーク』『稲村ヶ崎ジェーン』：ASIAN KUNG-FU GENERATION　
  - 『湘南海岸』真田ナオキ
  - 『ゆ・れ・て湘南』: 石川秀美
- 映像作品
  - 『波の数だけ抱きしめて』：馬場康夫 。1991年、東宝
  - 『NAGISA-なぎさ-』：小沼勝。2000年、フィルム・シティ
  - 『タイヨウのうた』：小泉徳宏。2006年、松竹
  - 『太陽と海の教室』：フジテレビ系列。2008年
  - 『海の上の君は、いつも笑顔。』：喜多一郎。2009年、オフィスキタ
  - 『GTO』第2期：フジテレビ系列。 2014年
- コミック
  - 『湘南爆走族』：吉田聡。
  - 『湘南ストーリー』：小谷憲一。

## 沿岸の自治体
- 平塚市
- 藤沢市
- 茅ヶ崎市
- 大磯町
- 二宮町